# Ansaugrauchmelder
Ein Ansaugrauchmelder (Abkürzung: ARM; veraltet Rauchansaugsystem bzw. RAS bezeichnet) ist ein Brandmelder und kann in einer Brandmeldeanlage eine Anordnung von mehreren punktförmigen Brandmeldern ersetzen. Die Anforderungen an ARM sind in der Produktnorm DIN EN 54-20 definiert. Diese Norm unterteilt ARM in die drei Klassen A, B und C.

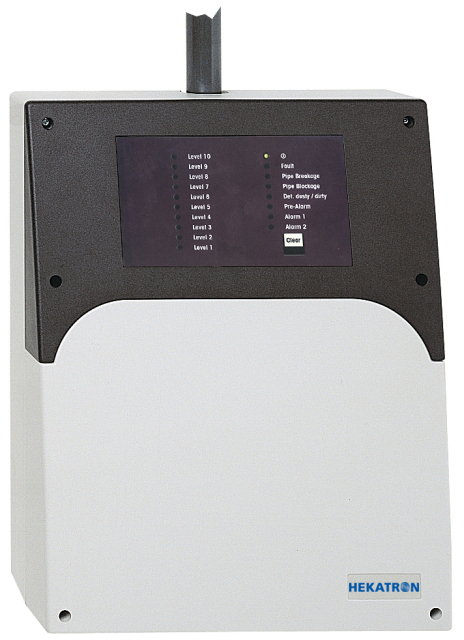
Auswerteeinheit eines Ansaugrauchmelders

## Funktionsprinzip

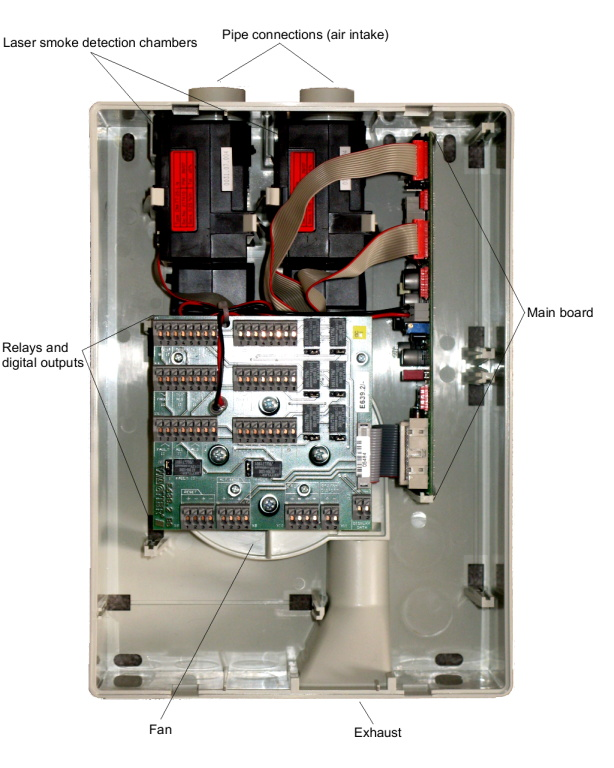
Sicht ins Innere eines Ansaugrauchmelders

Ein ARM besteht aus einem Rohrsystem und einer Auswerteeinheit, die eine oder mehrere Detektionseinheiten enthält. In das Rohrsystem werden Ansaugöffnungen eingebracht und ein definierter Ansaugdurchmesser durch Ansaugreduzierungsfolien (oder Schellen) erzielt. Zwischen Rohrsystem und Detektionseinheit können je nach Anforderung an die Umgebung und den Überwachungsumfang Luftfilter, Kondensatabscheider oder Magnetfilter (für metallurgischen Staub) installiert werden. Ein in die Auswerteeinheit integrierter Lüfter saugt kontinuierlich Luft über das Rohrsystem aus dem Überwachungsbereich an. Jede Ansaugöffnung wird dabei als ein punktförmiger Rauchmelder betrachtet. Die Auswerteeinheit besteht aus der eigentlichen Detektionseinheit und einer Überwachung des ARM und des Luftstroms auf mögliche Störgrößen, wie beispielsweise eine Verringerung des Luftstroms aufgrund von verschmutzten Filtern.
Die Luftproben werden der Detektionseinheit dauerhaft zugeführt und dort auf Rauchpartikel untersucht. Als Detektionseinheiten kommen in der Regel besonders hochempfindliche optische Rauchmelder zum Einsatz, um die Verdünnung des Rauchs durch die aus rauchfreien Räumen angesaugte Luft auszugleichen. Die Empfindlichkeit einer Detektionseinheit wird in Lichttrübung (Dämpfung) pro Meter angegeben (Eine Lichttrübung von 0,005 bis 20 %/m ist dabei keine Seltenheit). Diese Systeme können optimal an die Umgebungsbedingungen angepasst werden. Die Detektionseinheit kann über eine eigene Störungserkennung verfügen, die unter anderem den Verschmutzungsgrad überwacht.

## Normen
Die Produktnorm DIN EN 54-20 definiert die Klassen A, B und C für Ansaugrauchmelder. Die Klasse A bezeichnet Ansaugrauchmelder mit sehr hoher Empfindlichkeit. Die Klasse C bezeichnet für eine mit punktförmigen Rauchmeldern vergleichbare Empfindlichkeit. Die Klassifizierung bezieht sich auf die Empfindlichkeit an der Ansaugstelle, die von der Empfindlichkeit der Detektionseinheit und der Anzahl Ansaugstellen abhängig ist. Beispiel: Ein Ansaugrauchmelder mit einer Empfindlichkeit von 0,15 %/m an der Detektionseinheit und 20 Ansaugstellen weist eine Empfindlichkeit von ca. 3 %/m an den Ansaugstellen.
In Deutschland legt die Anwendernorm DIN VDE 0833-2 bzw. die VdS-Richtlinie 2095 folgendes fest:
- Ansaugrauchmelder dürfen bis folgende Höhen eingesetzt werden:
  - Klasse A – Einsatz bis zu einer Raumhöhe von 20 m.
  - Klasse B – Einsatz bis zu einer Raumhöhe von 16 m.
  - Klasse C – Einsatz bis zu einer Raumhöhe von 12 m.

- Ein Ansaugrauchmelder darf höchstens einen Melderbereich, d. h. max. 1.600 m2, überwachen.

- Eine eigene Meldergruppe ist für jede einzeln identifizierbare Ansaugleitung eines Ansaugrauchmelders vorzusehen. Daher wird ein ARM mit zwei Detektionseinheiten für zwei getrennte Rohrsysteme über zwei verschiedene Meldergruppennummern an der Brandmelderzentrale abgebildet.

## Anwendung
Je nach Hersteller der Auswerteeinheit kann ein Rohrsystem von bis zu mehrere hundert Metern Gesamtlänge angeschlossen werden. Dies entspricht einer theoretischen Überwachungsfläche von über 2.000 m², abhängig von Raumfläche und -höhe. Wird das Rohrsystem in einer Zwischendecke installiert, sind für die Raumüberwachung nur wenige Zentimeter große, flache Deckendurchführungen sichtbar, die eigentlichen Ansaugöffnungen haben dabei nur eine Größe von wenigen Millimetern. Diese Möglichkeit kann insbesondere für Kulturgüter und in denkmalgeschützten Bereichen genutzt werden.
Bei Ansaugrauchmeldern wird je Auswerteeinheit nur eine Brandmeldung generiert. Die Zuordnung eines speziellen Bereiches des überwachten Raumes, z. B. zu einem bestimmten Schaltschrank, ist systembedingt nicht möglich. Es besteht jedoch produktspezifisch die Möglichkeit, dass nach der ersten Alarmerkennung ein Freiblasen des Ansaugrohres erfolgt. Anschließend saugt der ARM erneut an und ermittelt die Zeit, bis Rauch wieder an dem Sensor gemessen wird. Mit dieser Methode lassen sich in begrenzter Anzahl Ansaugstellen einzeln detektieren und auswerten.
Bei Brandmeldeanlagen vereinfachen Ansaugrauchmelder die Wartung, da nur die Auswerteeinheit mit den Detektionseinheiten geprüft werden muss. Das Rohrsystem wird mittels Ventil von der Auswerteeinheit und vom Rückschlagventil getrennt und mittels Druckluft freigeblasen. Auch sind automatische Ausblasvorrichtungen verfügbar, die das System in bestimmten Zeitabständen oder bei Störungen reinigen. Dagegen sind Punktmelder einzeln zu prüfen, teils nur mit erheblichem Zeit- und damit Kostenaufwand. Je nach baulichen Gegebenheiten kann die Prüfung mit einer Betriebsunterbrechung verbunden sein. Dem gegenüber stehen zumeist die wesentlich höheren Anschaffungs- und Installationskosten sowie ein Filter-Tausch im Vergleich zu punktförmigen Rauchmeldern. Daher werden diese Systeme überwiegend in Bereichen eingesetzt, die nach Installation nicht oder nur schwer zugänglich sind oder wo punktförmige Rauchmelder das Bild des Raumes stören.

## Einsatzgebiete
Mögliche Einsatzgebiete für Rauchansaugsysteme sind:
- Aufzugsschächte
- Traforäume
- Hochregallager
- Schaltanlage
- hohe Betriebshallen
- Kabelkanäle
- Laderäume in Schiffen
- abgehängte Decken z. B. in Museen
- Rechenzentren
- Kühlräume (Tief- und Normalkühlung)
- Arbeitsräume mit betriebsbedingter Staubentstehung